# 七星路
七星路是中国广东省广州市从化区的一条道路。道路在从化区政府东南面，东西向，东连105国道，西接河东南路，属江埔街道管辖。因可通江埔街道七星岗，故名。